# Nattfödd
Albums de Finntroll
Visor Om Slutet Trollhammaren
Nattfödd est un album du groupe de folk metal finlandais Finntroll sorti en 2004.

## Titres

### En suédois
1. Vindfärd / Människopesten
2. Eliytres
3. Fiskarens Fiende
4. Trollhammaren
5. Nattfödd
6. Ursvamp
7. Marknadsvisan
8. Det Iskalla Trollblod
9. Grottans Barn
10. Rök

### En français
1. Le Voyageur du Vent / Fléau Humain
2. Eliytres
3. L'Ennemi du Pêcheur
4. Le Marteau du Troll
5. Né de la Nuit
6. Vieux Champignon
7. Le Refrain du Marché
8. Le Sang Glacé du Troll
9. Les Enfants de la Grotte
10. Fumée

## Musiciens
- Trollhorn: Clavier
- Routa: Guitare
- Wilska: Chant
- B. Dominator: Batterie
- Skrymer: Guitare
- Tundra: Basse